# Lijst van afleveringen van Hot in Cleveland
Hot in Cleveland is een Amerikaanse sitcom die voor het eerst werd uitgezonden op 16 juni, 2011. De serie wordt uitgezonden op TV Land. De pilotaflevering was de best bekeken televisieaflevering in de geschiedenis van de tvzender.

## Overzicht
| Seizoen | Aantal afleveringen | Uitgezonden                        |  |
| ------- | ------------------- | ---------------------------------- |  |
| 1       | 10                  | 16 juni 2010 – 18 augustus 2010    |  |
| 2       | 22                  | 19 januari 2011 – 31 augustus 2011 |  |
| 3       | 24                  | 30 november 2011 – n.n.b.          |  |

## Seizoen 1 (2010)
| Nr. | Titel                       | Uitzenddatum     | Schrijver                           | Regisseur       | Productiecode | Kijkcijfers |
| --- | --------------------------- | ---------------- | ----------------------------------- | --------------- | ------------- | ----------- |
| 1   | Pilot                       | 16 juni 2011     | Suzanne Martin                      | Michael Lembeck | 101           | 4.75        |
| 2   | Who's Your Mama?            | 23 juni 2011     | Suzanne Martin                      | Andy Cadiff     | 102           | 3.37        |
| 3   | Birthdates                  | 30 juni 2011     | Vanessa McCarthy                    | Andy Cadiff     | 103           | 3.07        |
| 4   | The Sex That Got Away       | 7 juli 2011      | Anne Flett-Giordano & Chuck Ranberg | David Trainer   | 105           | 2.93        |
| 5   | Good Neighbors              | 14 juli 2011     | Sam Johnson and Chris Marcil        | David Trainer   | 106           | 2.99        |
| 6   | Meet the Parents            | 21 juli 2011     | Liz Feldman                         | Andy Cadiff     | 104           | 2.44        |
| 7   | It's Not That Complicated   | 28 juli 2011     | Anne Flett-Giordano & Chuck Ranberg | David Trainer   | 107           | 2.97        |
| 8   | The Play's The Thing        | 4 augustus 2011  | Sam Johnson and Chris Marcil        | Gil Junger      | 108           | 2.57        |
| 9   | Good Luck Faking the Goiter | 11 augustus 2011 | Suzanne Martin                      | Gil Junger      | 109           | 2.72        |
| 10  | Tornado                     | 18 augustus 2011 | Vanessa McCarthy                    | Gil Junger      | 110           | 3.40        |

## Seizoen 2 (2011)
| Nr. | Titel                              | Uitzenddatum     | Schrijver                           | Regisseur     | Productiecode | Kijkcijfers (in miljoenen) |
| --- | ---------------------------------- | ---------------- | ----------------------------------- | ------------- | ------------- | -------------------------- |
| 11  | Hot for Elka                       | 19 januari 2011  | Suzanne Martin                      | David Trainer | 201           | 2.95                       |
| 12  | Bad Bromance                       | 26 januari 2011  | Sam Johnson & Chris Marcil          | David Trainer | 202           | 2.30                       |
| 13  | Hot for Lawyer                     | 2 februari 2011  | Steve Joe                           | David Trainer | 204           | 2.36                       |
| 14  | Sisterhood of the Traveling SPANX  | 9 februari 2011  | Rachel Sweet                        | David Trainer | 203           | 2.11                       |
| 15  | I Love Lucci (Part 1)              | 16 februari 2011 | Chuck Ranberg & Anne Flett-Giordano | Andy Cadiff   | 205           | 1.92                       |
| 16  | I Love Lucci (Part 2)              | 23 februari 2011 | Chuck Ranberg & Anne Flett-Giordano | Andy Cadiff   | 206           | 1.71                       |
| 17  | Dog Tricks, Sex Flicks & Joy's Fix | 2 maart 2011     | Eric Zicklin                        | Andy Cadiff   | 207           | 1.96                       |
| 18  | LeBron is Le Gone                  | 9 maart 2011     | Steve Joe                           | Andy Cadiff   | 208           | 1.93                       |
| 19  | Elka's Snowbird                    | 16 maart 2011    | Steve Skrovan                       | David Trainer | 209           | 1.56                       |
| 20  | Law & Elka                         | 23 maart 2011    | Sam Johnson & Chris Marcil          | David Trainer | 210           | 1.80                       |
| 21  | Where's Elka?                      | 15 juni 2011     | Suzanne Martin                      | Andy Cadiff   | 211           | 2.39                       |
| 22  | How I Met My Mother                | 22 juni, 2011    | Steve Joe                           | Andy Cadiff   | 212           | 1.97                       |
| 23  | Unseparated at Birthdates          | 29 juni 2011     | Rachel Sweet                        | Andy Cadiff   | 215           | 2.29                       |
| 24  | Battle of the Bands                | 6 juli 2011      | Steve Krovan                        | Andy Cadiff   | 214           | 2.25                       |
| 25  | Love Thy Neighbor                  | 13 juli 2011     | Sam Johnson & Chris Marcil          | Andy Cadiff   | 216           | 2.00                       |
| 26  | Dancing Queens                     | 20 juli 2011     | Eric Zicklin                        | Andy Cadiff   | 213           | 2.44                       |
| 27  | The Emmy Show                      | 27 juli 2011     | Steve Joe                           | David Trainer | 221           | 1.84                       |
| 28  | Arch Enemies                       | 3 augustus 2011  | Rachel Sweet                        | David Trainer | 222           | 1.88                       |
| 29  | Too Hot for TV                     | 10 augustus 2011 | Geen                                | Geen          | 218           | 2.03                       |
| 30  | Indecent Proposals                 | 17 augustus 2011 | Chuck Ranberg & Anne Flett-Giordano | Andy Cadiff   |               |                            |
| 31  | Bridezelka                         | 24 augustus 2011 |                                     |               |               |                            |
| 32  | Elka's Big Day                     | 31 augustus 2011 |                                     |               |               |                            |

## Seizoen 3 (2011-2012)
Dit overzicht is mogelijk incompleet; u kunt helpen door het uit te breiden.

## Specials
| Nr. | Titel              | Uitzenddatum Verenigde Staten | Productiecode | Kijkcijfers Verenigde Staten |
| --- | ------------------ | ----------------------------- | ------------- | ---------------------------- |
| 1   | Behind the Hotness | 12 december 2010              | 150           | niet bekend                  |